# Rolf Dieter Brinkmann

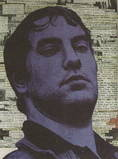
Rolf Dieter Brinkmann

Rolf Dieter Brinkmann (eigentlich: Rolf-Dieter Brinkmann; * 16. April 1940 in Vechta; † 23. April 1975 in London) war ein deutscher Dichter, Schriftsteller, Herausgeber und Übersetzer.

## Leben und Werk
Rolf Dieter Brinkmann wurde als Sohn des Büroangestellten Josef Brinkmann (1913–1967) und dessen Frau Maria, geb. Ackfeld (1908–1957), im Marienhospital in Vechta geboren und wuchs in Vechta-Falkenrott auf. Sein Vater war gelernter Buchdrucker und arbeitete als Verwaltungsangestellter beim Finanzamt in Vechta; seine Mutter, aus Wadersloh bei Beckum in Westfalen stammend, starb 1957 an Krebs. Nach dem Besuch zunächst des Gymnasiums Antonianum Vechta, danach des Clemens-August-Gymnasiums in Cloppenburg, das er im März 1958 ohne Abschluss verlassen musste, machte Brinkmann eine Buchhandelslehre in Essen. Dort lernte er Maleen Kramer kennen, mit der er ab 1962 zusammen mit Kramers Sohn aus einer anderen Beziehung in der Engelbertstraße 65 am Rudolfplatz in Köln wohnte. 1964 heiratete das Paar und der gemeinsame Sohn Robert wurde geboren. Nachdem er die Begabtensonderprüfung abgelegt hatte, studierte Brinkmann zunächst Pädagogik, entschied sich aber bald für ein Leben als freier Schriftsteller. Zahlreiche kürzere Aufenthalte in London ab 1965 brachten ihm die anglo-amerikanische Lyrik und Popmusik jener Zeit nahe. Ab 1972 war er für ein Jahr Gast der Villa Massimo in Rom und 1974 Gastdozent in Austin in Texas.
Brinkmanns frühe Prosa orientiert sich an der Ästhetik des Nouveau Roman. Brinkmann machte die amerikanische Underground-Lyrik in Deutschland bekannt und wurde selbst der führende Underground-Lyriker Deutschlands in den 60er Jahren. Lyrik war für ihn Spiegelbild und direkte Reflexion des Faktischen. Auf die kurzzeiligen Gedichte der frühen Gedichtbände folgten nach 1970 prägnant „gesetzte“ Prosagedichte von enormer Vitalität und Bildkraft.
Die Beschäftigung mit der US-Avantgarde (Frank O’Hara, William Carlos Williams) ab Mitte der 1960er Jahre beeinflusste Brinkmann stark. Die zusammen mit Ralf-Rainer Rygulla 1969 herausgegebene Anthologie Acid. Neue amerikanische Szene zählt bis heute zu den wesentlichen Zeugnissen der amerikanischen Beat Generation. Der 68er-Bewegung und ihren literarisch-künstlerischen Ausdrucksformen stand Brinkmann eher kritisch gegenüber, wenngleich er sich „in allen seinen Texten als ausgesprochen bewandert in den Codes der Studentenbewegung“ zeigt und sich auch im Rahmen seiner poetologischen Texte intensiv mit ihnen beschäftigt.
Der immer wieder als provozierender Rebell auftretende Brinkmann zog sich nach 1970 vom deutschen Literaturbetrieb zurück und widmete sich ausschließlich dem Schreiben und Collagieren der sogenannten „Materialienbände“. Außerdem entstand in den letzten Jahren sein lyrisches Opus magnum Westwärts 1 & 2, das ihm 1975 posthum den Petrarca-Preis einbrachte und bis heute als einer der wichtigsten Gedichtbände des 20. Jahrhunderts gelten darf.
Als weiteres Hauptwerk gilt Rom, Blicke, ein mit wilder Unerbittlichkeit auf Verfallenes, Obszönes fixiertes Konvolut aus Briefen, Notizen, Zeitungsausschnitten, Fotos, das von Brinkmann ursprünglich als „Materialienband“ für künftige Projekte gedacht war. Das Gesamtwerk Brinkmanns erscheint bei Rowohlt.
Im Sommer 1974 erhielt Brinkmann die Einladung, im April des nächsten Jahres beim 1. International Cambridge Poetry Festival zu lesen. Auf zwei Veranstaltungen, am 19. und 20. April, stellte er dort Gedichte aus seinem soeben fertig gestellten Lyrikband Westwärts 1&2 vor. Es waren  seine letzten öffentlichen Auftritte. Am 23. April 1975 um zehn Uhr abends verunglückte Brinkmann in London tödlich, als er beim Überqueren des Westbourne Grove vor dem Pub The Shakespeare von einem Fahrzeug erfasst wurde. 
Der Unfall war vermutlich auf den für ihn ungewohnten Linksverkehr zurückzuführen. Der Fahrer flüchtete. Brinkmanns Freund, der Lyriker Jürgen Theobaldy, war Zeuge des Unfalls und erinnerte sich später: „Sein Gesicht sah friedlich aus, noch friedlicher als das eines Schlafenden.“

## Sammlung
Die Arbeitsstelle Rolf Dieter Brinkmann an der Universität Vechta sammelt und erschließt Werk und Wirkung des Autors. Sie organisiert Tagungen, koordiniert die Forschung und erwirbt Nachlässe. Im Auftrag der Arbeitsstelle pflegt die Universitätsbibliothek Vechta die Archiv- und Dokumentationsstelle Rolf Dieter Brinkmann.

## Rezeption
Als radikaler literarischer Erneuerer hat Brinkmann Einfluss auf nachfolgende Lyrikergenerationen im deutschen Sprachraum. Die Stadt Köln vergibt in Erinnerung an den Dichter seit 1990 das Rolf-Dieter-Brinkmann-Stipendium. In seiner Geburtsstadt Vechta würdigte die von 1992 bis 2013 bestehende Rolf-Dieter-Brinkmann-Gesellschaft das Schaffen und Wirken Brinkmanns.
Die Stadt Vechta publizierte 2020 einen literarischen Spaziergang auf den Spuren Brinkmanns.
2005 wurden Originaltonaufnahmen des Autors aus dem Jahr 1973 unter dem Titel „Wörter Sex Schnitt“ veröffentlicht: Harald Bergmanns 2006 in die Kinos gekommener Film Brinkmanns Zorn basiert auf den originalen Tonaufnahmen.
Das 2020 erschienene Brinkmann-Handbuch stellt erstmals das Gesamtwerk vor.
Im Juni 2022 zeigte die Universitätsbibliothek Vechta die Dauerausstellung zu Leben und Werk sowie zu den Nachlässen in Vechta.
Im August 2023 gründete sich die Kulturstiftung Rolf Dieter Brinkmann in Vechta (Zeitzeugeninterviews, Forschung, Förderung).

## Veröffentlichungen
Einzeltitel

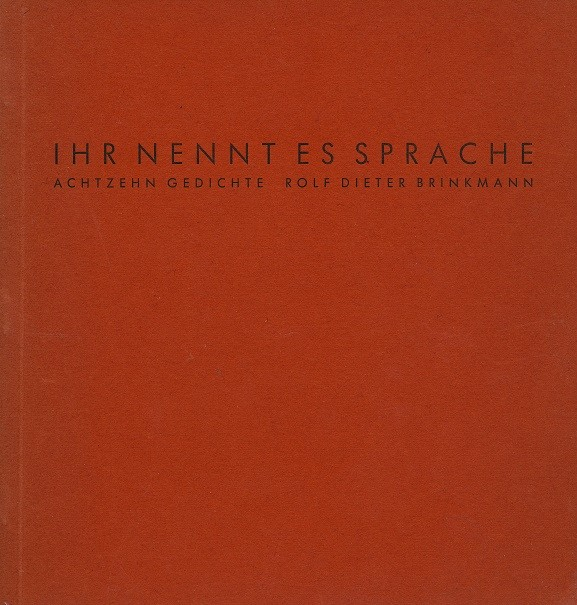
Brinkmanns Erstlingswerk von 1962

- Ihr nennt es Sprache. Achtzehn Gedichte. Auflage 500 nummerierte Exemplare, z. T. signiert; Klaus Willbrand, Leverkusen 1962. (Auslieferung durch den Autor verhindert.)[14]
- Le Chant du Monde. Gedichte. Mit Radierungen von Emil Schumacher. Olefer Hagarpresse Rolf Kuhn, Olef/Eifel 1964.
- Die Umarmung. Erzählungen. Kiepenheuer & Witsch, Köln 1965.
- Ohne Neger. Gedichte. Handpressendruck, 150 nummerierte Exemplaren. Collispress/Paul Eckhardt, Hommerich 1966.
- &. Gedichte. Oberbaumpresse, Berlin 1966.
- Raupenbahn. Erzählungen. Kiepenheuer & Witsch, Köln 1966.
- Was fraglich ist wofür. Gedichte. Kiepenheuer & Witsch, 1967.
- godzilla. Gedichte. Wolfgang Hake, Köln 1968.
- Keiner weiß mehr. Roman. Kiepenheuer & Witsch, Köln 1968 / Rowohlt, Reinbek 1970.
- Die Piloten. Neue Gedichte. Kiepenheuer & Witsch, Köln 1968.
- Standphotos. Gedichte. Guido Hildebrandt, Duisburg 1969.
- Gras. Gedichte. Kiepenheuer & Witsch, Köln 1970.
- Aus dem Notizbuch 1972, 1973 Rom Worlds End. Villa Massimo Druck, Rom u. Deutsche Akademie, München 1973.
- Westwärts 1 & 2. Gedichte. Rowohlt, Reinbek 1975 / erweiterte Neuausgabe, Rowohlt, Reinbek 2005. (Darin: Einen jener klassischen.)
- Rom, Blicke. Rowohlt, Reinbek 1979.
- Standphotos. Gedichte 1962–1970. Rowohlt, Reinbek 1980.
- Der Film in Worten. Prosa. Erzählungen. Essays. Hörspiele. Fotos. Collagen. 1965–1974. Band 1 (von 4 gepl. Bänden.) Rowohlt, Reinbek 1982. Enthält u. a. Wie ich lebe und warum (1970), veränderte Fassung.
- Erzählungen. In der Grube. Die Bootsfahrt. Die Umarmung. Raupenbahn. Was unter die Dornen fiel. Band 2 (von 4 gepl. Bänden) Rowohlt, Reinbek 1985.
- Eiswasser an der Guadelupe Str. Gedichte. Rowohlt, Reinbek bei Hamburg 1985, ISBN 3-498-00492-1.
- Rolltreppen im August. Gedichte. Hrsg. von Chris Hirte. Volk & Welt, Berlin 1986.
- Erkundungen für die Präzisierung des Gefühls für einen Aufstand: Träume. Aufstände/Gewalt/Morde. Reise Zeit Magazin. Die Story ist schnell erzählt. Tagebuch. Rowohlt, Reinbek 1987.
- Schnitte. Rowohlt, Reinbek 1988.
- Künstliches Licht. Lyrik und Prosa, Reclam, Stuttgart 1994.
- Guten Tag wie geht es so. Erzählungen, Rowohlt, Reinbek 1996, ISBN 3-499-22009-1.
- Briefe an Hartmut, Rowohlt, Reinbek 1999.
- vorstellung meiner hände. Frühe Gedichte, Rowohlt, Reinbek 2010, ISBN 978-3-498-00667-9.
- Frank Xerox' wüster Traum. Mit Ralf-Rainer Rygulla. Dielmann, Frankfurt am Main 2025, ISBN 978-3-86638-469-9.

Herausgeber und Übersetzer
- Der Gummibaum. Hauszeitschrift für neue Dichtung. Nr. 1–3. Privatdruck, Köln 1969 bis 1970.
- Lunch Poems und andere Gedichte. Mit Frank O’Hara. Kiepenheuer & Witsch, Köln 1969.
- ACID. Neue amerikanische Szene. Mit Ralf-Rainer Rygulla. März, Darmstadt 1969 / Rowohlt, Reinbek 1983, ISBN 3-499-15260-6.[15]
- Silver Screen. Neue amerikanische Lyrik. Kiepenheuer & Witsch, Köln 1969.
- Übersetzer von Ron Padgett: Ein Gedicht (A Man Saw a Ball of Gold). In: März Texte 1. März, Frankfurt 1969 (Nachdrucke 1984 / Area, Erftstadt 2004); hier S. 52, zweisprachig. Auch in R. P.: Große Feuerbälle, Rowohlt, Reinbek, 1973.
- Der joviale Russe. Gedicht. Mit Ralf-Rainer Rygulla (nach Guillaume Apollinaire: La jolie rousse). In: März-Texte 1. März, 1969 (Nachdrucke 1984, 2004. S. 70, 72. mit Anm. 12. Ein Adaptionsversuch des Apollinaire-Gedichtes nach der Lautgestalt, ohne Rücksicht auf eine inhaltliche Bedeutung).
- Guillaume Apollinaire ist tot. Gedichte, Prosa, Kollaborationen. Mit Ted Berrigan. März, Frankfurt 1970.
- Auswahl: „Drei Gedichte“, nämlich: Persönliches Gedicht Nr. 9; Auf ein frohes Wiedersehen (für Dick Gallup); Für Dich (für James Schuyler) zweisprachig in März-Texte 1, Reprint Area, Erftstadt 2004, S. 264–271.

Veröffentlichungen in Anthologien und Zeitschriften
- Vanille und Anmerkungen zu meinem Gedicht „Vanille“. In: März-Texte 1. März, 1969, S. 106–140 und S. 141–144. Eine Text-Bild-Collage und eine Erläuterung. Reprint 2004.
- Interview mit einem Verleger. Mit Jörg Schröder und weiteren Genannten. Im Reprint Area, Erftstadt 2004, S. 285–298.
- Wie ich lebe und warum. In: Renate Matthaei (Hrsg.): Trivialmythen. März, Frankfurt am Main 1970, S. 67–73. Wieder bei Area 2004 S. 387–393. Jörg Schröder & Barbara Kalender

Hörspiele
- Auf der Schwelle, Regie: Raoul Wolfgang Schnell, WDR 1971.
- Besuch in einer sterbenden Stadt, Regie: Ulrich Gerhardt, WDR 1973.
- Die Wörter sind böse – Kölner Autorenalltag 1973 – Eine subjektive Dokumentation, Regie: Hein Bruehl, WDR 1974.
- The Last One. Autorenlesungen Cambridge Poetry Festival 1975. CD intermedium rec, 2005, ISBN 3-934847-46-3.
- Longkamp, Regie: Ulrich Gerhardt, BR 2008.
- Schnitte, Regie: Ulrich Gerhardt, BR 1995.
- Der Tierplanet, Regie: Raoul Wolfgang Schnell, WDR 1972.
- To a world filled with compromise we make no contribution, Regie: Ulrich Gerhardt, BR 1996.
- Wörter Sex Schnitt. Originaltonaufnahmen 1973. 5-CD-Box-Set. Hrsg. von Katarina Agathos und Herbert Kapfer. intermedium rec., 2005, ISBN 3-934847-47-1.[16]

Theaterstücke
Obwohl Rolf Dieter Brinkmann keine Theaterstücke geschrieben hat, gibt es vor allem im ersten Jahrzehnt des 21. Jahrhunderts einige Darstellungen seiner Texte.
- Fleisch wucherte rum. 2001. Regie Elettra de Salvo (mit Musik von Blixa Bargeld und Oliver Augst), verschiedene Theater in Deutschland
- Westwärts 2006/2007. Regie: Niklas Ritter. Maxim Gorki Theater Berlin, im „Brinkmannzimmer“
- Westwärts 2008. Regie: Schorsch Kamerun in der Maschinenhalle Zweckel in Gladbeck im Rahmen der Ruhrtriennale 2008
- Blicke Strich Westwärts 2009. Regie: Andre Sebastian. Theater im Pumpenhaus, Münster/Alte Liebe, Bremen

## Film
- Brinkmanns Zorn. Ein Film von Harald Bergmann[17]
- Brinkmanns Zorn – Director’s Cut von Harald Bergmann. Mit Originalmaterial aus dem medialen Nachlaß von Rolf Dieter Brinkmann: I Die Super 8 Filme 1967/70 (88’) – II Longkamp Tagebuch 1971 (69’) – III Schnitte Collagen 1972/73 (79’) – IV Die Tonbänder 1973–1975 (105’), Kinofassung.[18]

## Audio
- Rolf Dieter Brinkmann: Mit Zweifel an allem und Wut auf fast alles, 159.27 Minuten Audio-Version, von Gisa Funck, Deutschlandfunk Lange Nacht 19. April 2025